# Atletika na Letních olympijských hrách 1976 – 200 metrů ženy
 Běh na 200 metrů žen na Letních olympijských hrách 1976 se uskutečnil ve dnech 26. a 28. července na Olympijském stadionu v Montréalu. 

## Výsledky finálového běhu
| *                | jméno               | země                           | čas   |
| ---------------- | ------------------- | ------------------------------ | ----- |
| Zlatá medaile    | Bärbel Eckertová    | Německá demokratická republika | 22,37 |
| Stříbrná medaile | Annegret Richterová | Západní Německo                | 22,39 |
| Bronzová medaile | Renate Stecherová   | Německá demokratická republika | 22,47 |
| 4                | Carla Bodendorfová  | Německá demokratická republika | 22,64 |
| 5                | Inge Heltenová      | Západní Německo                | 22,68 |
| 6                | Tatyana Prorochenko | Sovětský svaz                  | 23,03 |
| 7                | Denise Boydová      | Austrálie                      | 23,05 |
| 8                | Chantal Régaová     | Francie                        | 23,09 |